# Saltrio

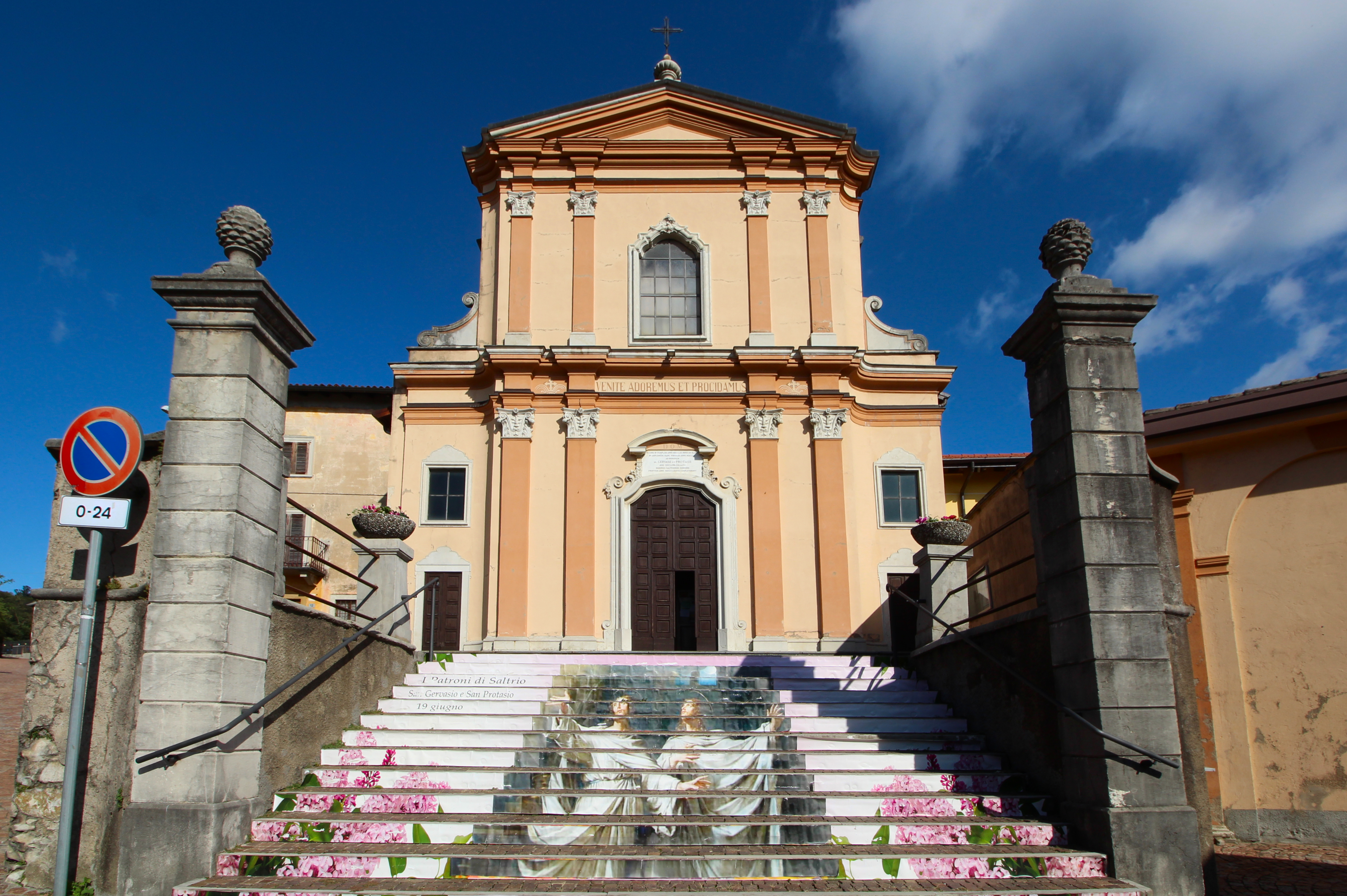
Die Kirche Santi Gervasio e Protasio

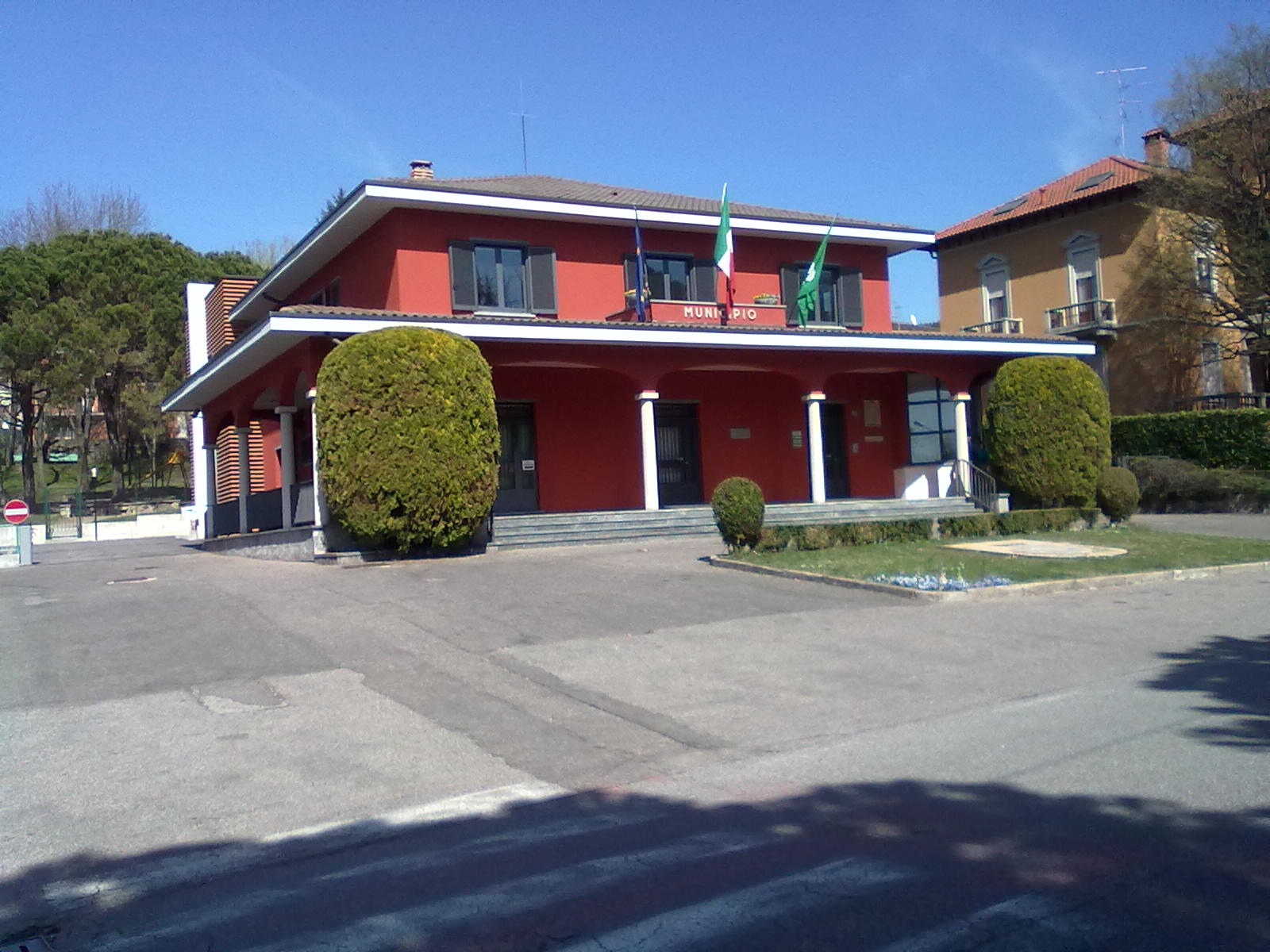
Gemeindehaus

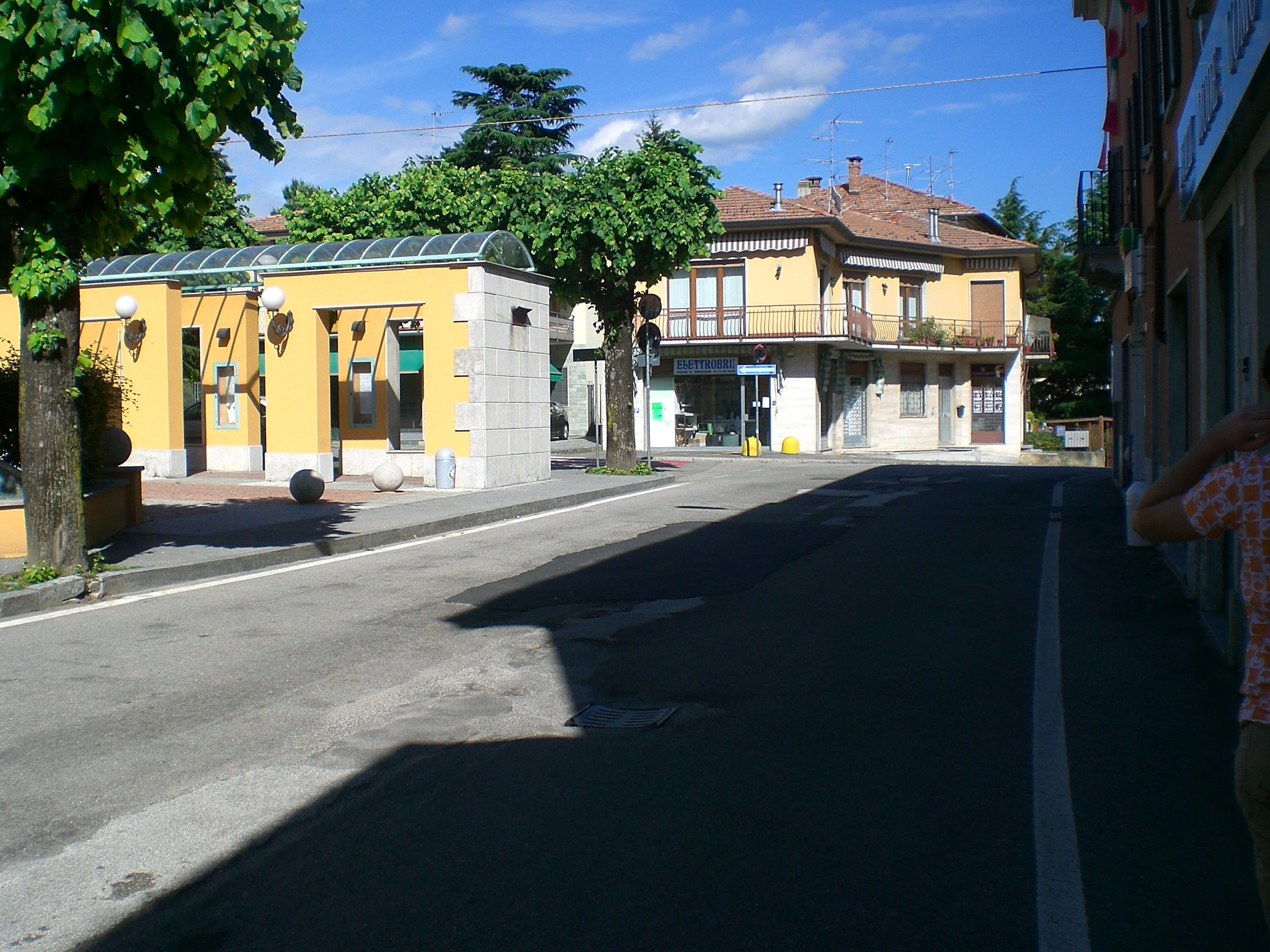
Straße nach Viggiù in Saltrio

Saltrio ist eine Gemeinde (comune) in der Provinz Varese in der Region Lombardei.

## Geographie
Die Gemeinde umfasst eine Fläche von 3,47 km² und liegt etwa 11 Kilometer nordöstlich von Varese an der Grenze zur Schweiz; die ist Teil der Comunità Montana del Piambello. Durch die Gemeinde fließt der Giessbach Ripartino. Die Nachbargemeinden sind Clivio, Mendrisio (CH-TI) und Viggiù.

## Geschichte
Die Ortschaft Saltrio, die in den Statuten der Straßen und Gewässer der Grafschaft Mailand von 1346 in der Form Saltri erwähnt wird und zur Pieve von Arcisate gehört, gehörte zu den Gemeinden, die zur Instandhaltung der Bollate-Straße beitrugen (1346). Im Jahr 1537 zählte die Gemeinde 11 Feuerstellen. In den Registern des Estimo (Grundbuch) des Herzogtums Mailand von 1558 und den nachfolgenden Aktualisierungen im 17. Jahrhundert ist Saltrio noch immer in derselben Pieve enthalten. Im Jahr 1591 wurden bei der Pastoralvisite des Bischofs von Como, Feliciano Ninguarda, 43 Brände und 220 Einwohner gezählt. Nach den Antworten auf 45 Fragen, die 1751 von der Zweiten Kammer der Volkszählung gestellt wurden, war Saltrio mit dem Grafen Giulio Visconti Borromeo Arese belehnt, an den die Gemeinde jährlich 103 Lire und 10 Soldi, einschließlich der Weinabgabe, zahlte. Gemeinde unterstand der Gerichtsbarkeit des Podestà von Arcisate, da weder der königliche noch der feudale Richter dort residierten. Der Podestà wurde mit 12 Lire bezahlt. Der Konsul überbrachte seine Mitteilungen dem Amt von Arcisate und dem königlichen Amt von Varese, ohne jedoch einen Eid auf dieselben Ämter abzulegen.
Saltrio verfügte über einen allgemeinen Rat, der auf dem öffentlichen Platz tagte und das Volk durch den Klang der Glocke informierte. Die Offiziere waren ein Konsul und vier Regenten, die durch das Los bestimmt wurden und jedes Jahr wechselten. Da es in Saltrio keinen Kanzler gab, übte ein Kanzler aus Viggiù seine Funktionen aus, an den die Gemeinde jedes Jahr 4 Lire für die neuen Umlagen und Rechnungen zahlte. Es gab kein Archiv, aber die Schriften wurden einem der Regenten mit der Verpflichtung übergeben, sie aufzubewahren.
Die Gemeinde, die ehemals zur Pieve von  Riva San Vitale gehörte, soll 1170 davon getrennt worden sein, um Mailand zugeteilt zu werden. Kirchlich wurde das Dorf 1517 von Riva San Vitale abgelöst, von der Pieve 1830, und mit der Pieve Uggiate vereinigt zu werden. Mit der Aktivierung der Gemeinden der Provinz Como auf der Grundlage der territorialen Aufteilung des
Königreichs Lombardo-Venetien (Mitteilung vom 12. Februar 1816) wurde die Gemeinde Saltrio in den Bezirk XIX von Arcisate aufgenommen. Saltrio, eine Gemeinde mit einer Vorladung, wurde durch die spätere territoriale Aufteilung der lombardischen Provinzen (Mitteilung vom 1. Juli 1844) im Bezirk XIX von Arcisate bestätigt. Im Jahr 1853 (Mitteilung vom 23. Juni 1853) wurde Saltrio, eine Gemeinde mit allgemeiner Einberufung und 636 Einwohnern, dem Bezirk XVII von Arcisate zugeordnet.
Nach der zeitweiligen Vereinigung der lombardischen Provinzen mit dem Königreich Sardinien wurde die Gemeinde Saltrio mit 694 Einwohnern, die von einem fünfzehnköpfigen Gemeinderat und einem zweiköpfigen Stadtrat verwaltet wurde, auf der Grundlage der durch das Gesetz vom 23. Oktober 1859 festgelegten Gebietsaufteilung in den zweiten Bezirk Arcisate, Bezirk I von Varese, Provinz Como, eingegliedert. Bei der Gründung des Königreichs Italien im Jahr 1861 hatte die Gemeinde 716 Einwohner (Volkszählung 1861). Nach dem Gemeindegesetz von 1865 wurde die Gemeinde von einem Bürgermeister, einer Junta und einem Rat verwaltet. Im Jahr 1867 wurde die Gemeinde in denselben Bezirk, Kreis und dieselbe Provinz eingegliedert (Verwaltungsbezirk 1867).
Im Jahr 1924 wurde die Gemeinde in den Bezirk Varese der Provinz Como eingegliedert. Nach der Gemeindereform von 1926 wurde die Gemeinde von einem Podestà verwaltet. Im Jahr 1927 wurde die Gemeinde der Provinz Varese zugeschlagen. Im Jahr 1927 wurde die Gemeinde Saltrio mit der Gemeinde Viggiù ed Uniti, die heute Viggiù heißt, zusammengelegt (Königlicher Erlass Nr. 2389 vom 4. September 1927). Im Jahr 1953 wurde die autonome Gemeinde Saltrio durch Abtrennung ihres Gebiets von der Gemeinde Viggiù neu gebildet (Präsidialdekret Nr. 703 vom 30. Juli 1953). Nach dem geltenden Gesetz über die Gemeindeorganisation wurde die Gemeinde von einem Bürgermeister, einem Rat und einem Vorstand verwaltet. Im Jahr 1971 hatte die Gemeinde Saltrio eine Fläche von 347 Hektar.
1996 wurden Fossilien dieses Theropoden aus dem Sinemurium, die dem Allosaurus ähneln, in einem Steinbruch in der Nähe der Ortschaft gefunden.

## Bevölkerung
| Bevölkerungsentwicklung | Bevölkerungsentwicklung | Bevölkerungsentwicklung | Bevölkerungsentwicklung | Bevölkerungsentwicklung | Bevölkerungsentwicklung | Bevölkerungsentwicklung | Bevölkerungsentwicklung | Bevölkerungsentwicklung | Bevölkerungsentwicklung | Bevölkerungsentwicklung | Bevölkerungsentwicklung | Bevölkerungsentwicklung | Bevölkerungsentwicklung |
| ----------------------- | ----------------------- | ----------------------- | ----------------------- | ----------------------- | ----------------------- | ----------------------- | ----------------------- | ----------------------- | ----------------------- | ----------------------- | ----------------------- | ----------------------- | ----------------------- |
| Jahr                    | 1591                    | 1751                    | 1805                    | 1853                    | 1871                    | 1881                    | 1901                    | 1921                    | 1951                    | 1971                    | 1991                    | 2001                    | 2021                    |
| Einwohner               | 220                     | 303                     | 360                     | *636                    | 794                     | 919                     | 1033                    | 906                     | 957                     | 2292                    | 2925                    | 2857                    | 3021                    |

- 1809 Fusion mit Viggiù
- 1827 Fusion mit Viggiù

## Sehenswürdigkeiten
- Pfarrkirche Santi Gervasio e Protasio
- Kirche San Giorgio
- Betkapelle Santissima Trinità
- Palazzo Marinoni (16. Jahrhundert), Gemeindebibliothek.

## Persönlichkeiten
- Bernardo Giudice (* un 1460 in Saltrio; † nach 1497 ebenda ?), Sohn von Antonio, Bildhauer an der Kirche Santa Maria delle Grazie in Mailand[3]
- Battista da Saltrio (* um 1480 in Saltrio; † nach 1536 ebenda?), Sohn von Filippo, Bildhauer in Rom und in Busto Arsizio.[4]
- Giovanni Battista Bianchi (* um 1520 in Saltrio; † 14. Dezember 1600 in Rom), ein italienischer Bildhauer, Restaurator in Rom[5][6]
- Giovanni da Saltrio (* um 1530 in Saltrio; † nach 1567 ebenda ?), Architekt[7]
- Battista Rusconi (* um 1540 in Saltrio; † nach 1591 in Rom), Bildhauer in Rom.[8]
- Marsilio Sant’Elia (* um 1720 in Saltrio; † nach 1773 ebenda), Bildhauer in Ponte Capriasca, Lugano. Bellinzona.[9]

- Künstlerfamilie Marchesi
  - Marcus Marchesius (* um 1600 in Saltrio; † nach 1638 ebenda ?), Baumeister an der Basilika von Superga[10]
  - Andrea Marchese (* um 1685 in Saltrio; † nach 1731 ebenda ?), Baumeister an der Basilika von Superga[11]
  - Pompeo Marchesi (* 1698 in Saltrio; † 1714 ebenda), Bildhauer in Sizzano und Asti.[12]
  - Carlo Girolano Marchesi (* 8. März 1760 in Saltrio; † 3. April 1830 ebenda), Bildhauer in Mailand und Lugano.[13]
  - Pompeo Marchesi (* 7. August 1789 in Saltrio; † 6. Februar 1858 in Mailand), ein Italienischer Bildhauer und Dozent in der Accademia di Belle Arti di Brera, Schuler von Antonio Canova[14]
  - Luigi Marchesi (* 6. April 1799 in Saltrio; † 28. Dezember 1874 ebenda), jüngerer Bruder von Pompeo Marchesi, Bildhauer in Mailand, Como, Lugano, Saltrio.[15]